# Structural insulated panel

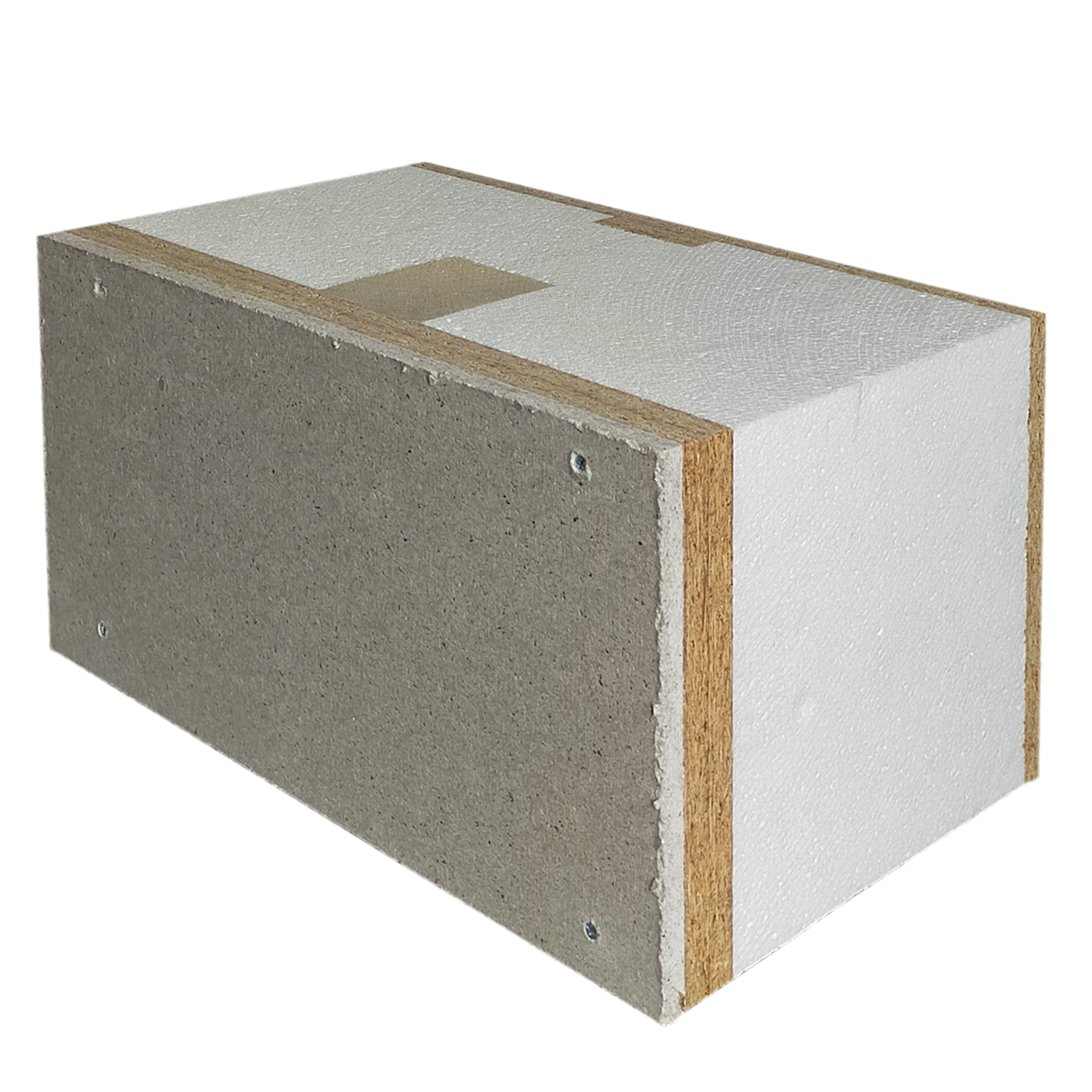
Voorbeeld van een SIP

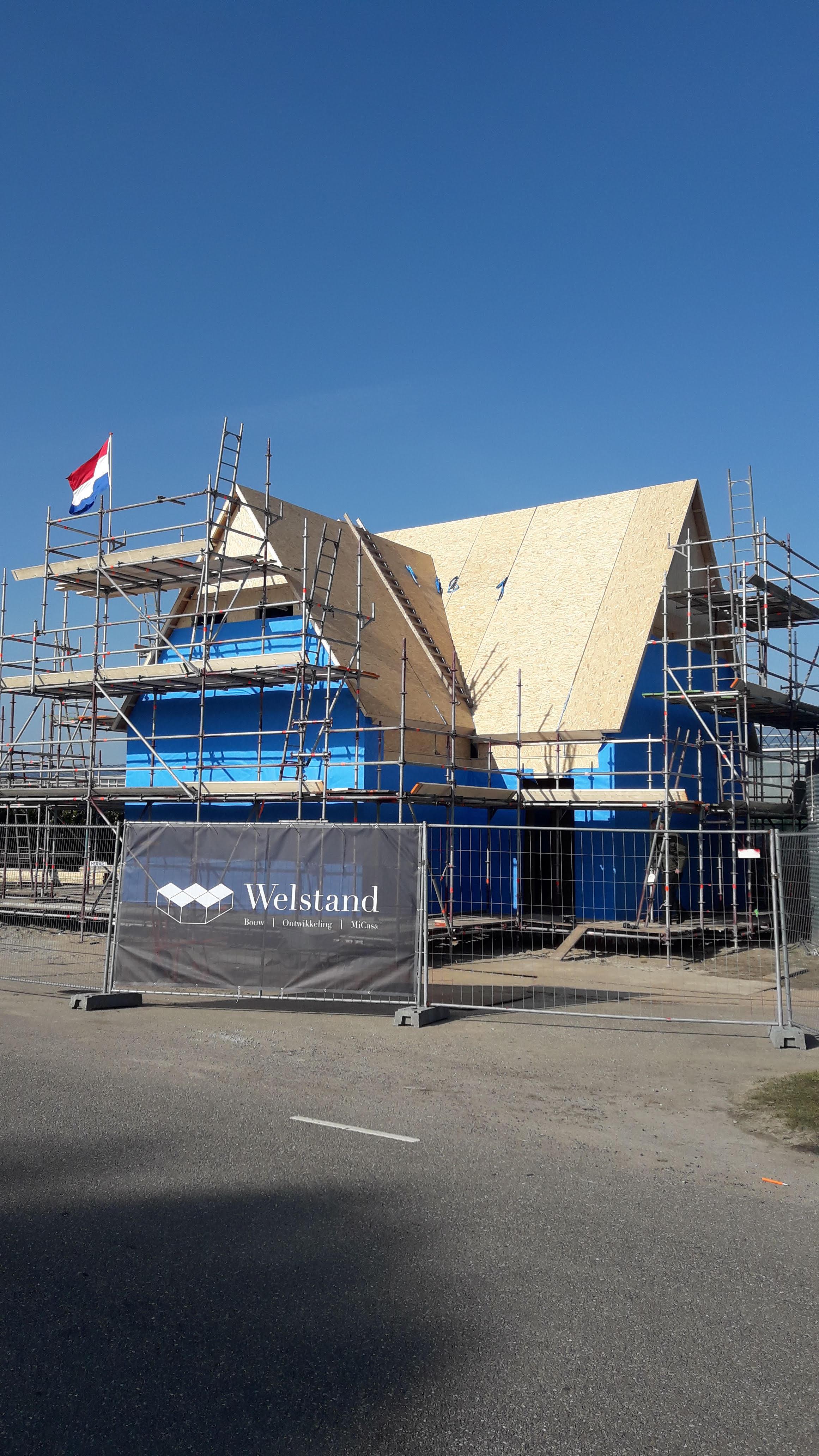
Woning in Nederland gebouwd in SIP volgens daar geldende normen

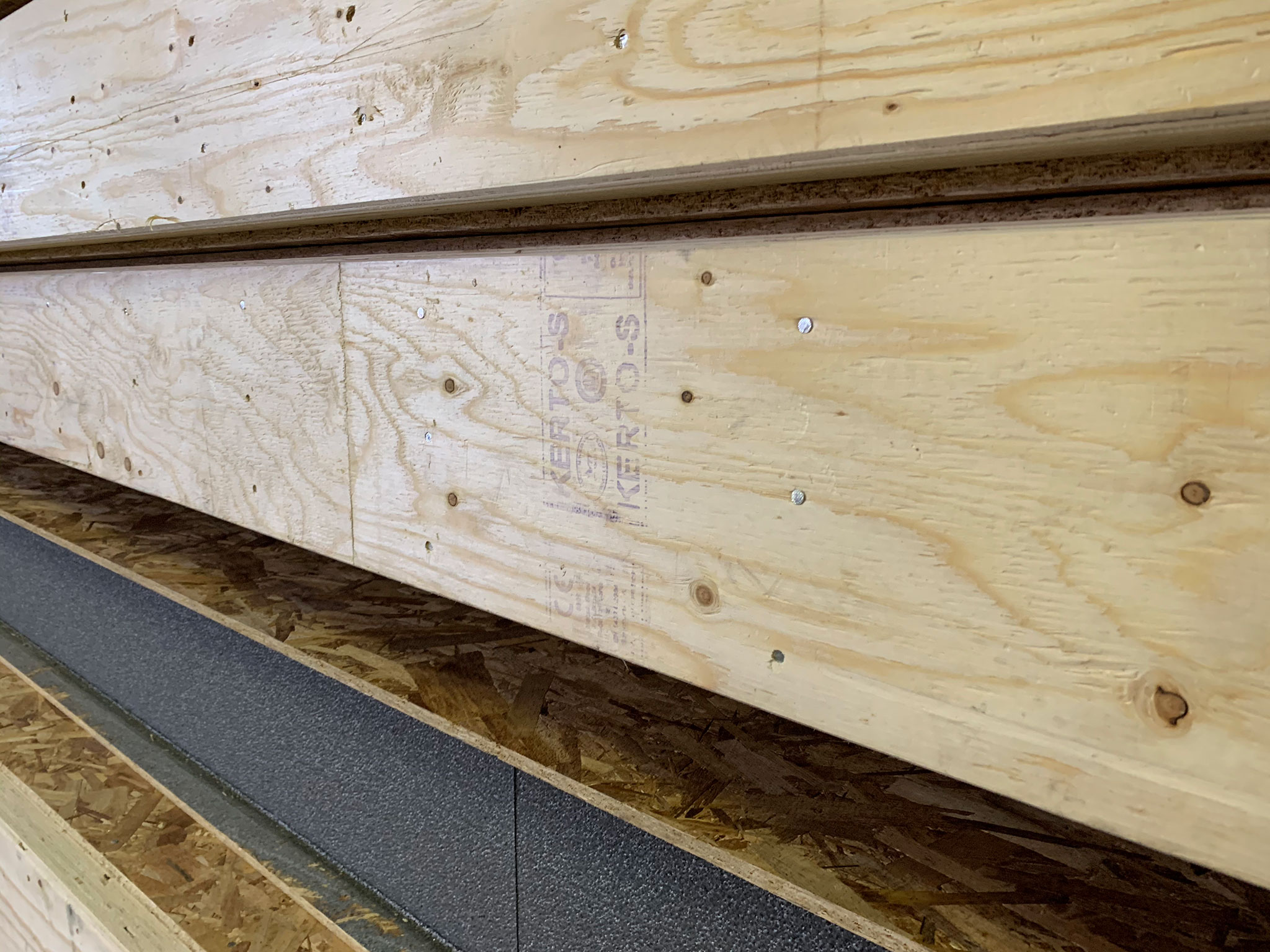
SIP panelen met Neopor isolatie

Een structural insulated panel of structural insulating panel (SIP) is een sandwichpaneel dat wordt gebruikt in de bouwsector. 
Een SIP is een sandwichpaneel bestaande uit een isolerende laag van stijve kern ingeklemd tussen twee lagen van een structureel plaatmateriaal, gebruikt als een bouwmateriaal. Het plaatmateriaal is gebruikelijk van OSB 15mm echter kan ook uitgevoerd worden als plaatmetaal, triplex of cement. De kern bestaat uit polyurethaanschuim, polystyreenschuim (EPS of XPS), of samengestelde honingraat. SIP's delen leveren dezelfde structurele eigenschappen als een I-balk of I-kolom. De stijve isolatiekern van de SIP fungeert als een web, terwijl de buitenlagen zowel een constructieve als compressie functie vervullen. SIP's combineren verschillende componenten van conventionele gebouwen, zoals stijlen en balken, isolatie, dampscherm en luchtdichtheid. Ze kunnen voor veel verschillende toepassingen werden gebruikt, zoals (buiten)muren, dak-, vloer- en funderingssystemen.

## Geschiedenis
Hoewel schuimkernpanelen in de jaren zeventig de aandacht kregen, begon het idee om panelen met gespannen wand voor de bouw te gebruiken in de jaren dertig van de twintigste eeuw. Onderzoek en testen werd voornamelijk gedaan door Forest Products Laboratory (FPL) in Madison, Wisconsin, als onderdeel van een poging van de Amerikaanse Forest Service om bossen te conserveren. In 1937 werd een klein huis met gespannen wanden gebouwd. Als bewijs van de duurzaamheid van dergelijke paneelstructuren, heeft het gebouw het gure klimaat in Wisconsin glansrijk doorstaan en werd het door de Universiteit van Wisconsin-Madison als opvangcentrum gebruikt tot 1998, toen het werd gesloopt om plaats te maken voor een nieuw schoolgebouw. Met het succes van de panelen  werd vervolgens bedacht dat sterker plaatmateriaal aan de buitenzijde van de panelen alle structurele belasting konden opnemen en zodoende onderdeel van de dragende constructie worden.
Zo begon in 1947 een structurele geïsoleerde paneelontwikkeling toen gegolfde kartonnen kernen werden getest met verschillende wanden van multiplex, gehard hardboard en behandeld karton. Het gebouw werd in 1978 ontmanteld en de meeste panelen behielden hun oorspronkelijke sterkte met uitzondering van karton dat niet geschikt is voor buitenopstelling. Panelen bestaande uit polystyreenkern en papier bedekt met multiplexpanelen werden in 1967 in een gebouw gebruikt en de panelen zijn  tot op de dag van vandaag goed.
SIP-systemen werden gebruikt door Woods Constructors van Santa Paula, Californië in hun huizen en appartementen van 1965 tot 1984. Dit werk was de basis voor John Thomas Woods, Paul Flather Woods, John David Woods en Frederick Thomas Woods toen ze een soortgelijk concept gebruikten en een patent aanvroegen voor  modulaire woningen (Amerikaans octrooi nr. 4817353) van 4 april 1989. Talrijke huizen in Santa Paula, Fillmore, Palm Springs en de omliggende gebieden gebruiken SIP's als de primaire constructiemethode. Het ontwerp kreeg de goedkeuring van (toen nog) ICBO en SBCCI, nu ICC.

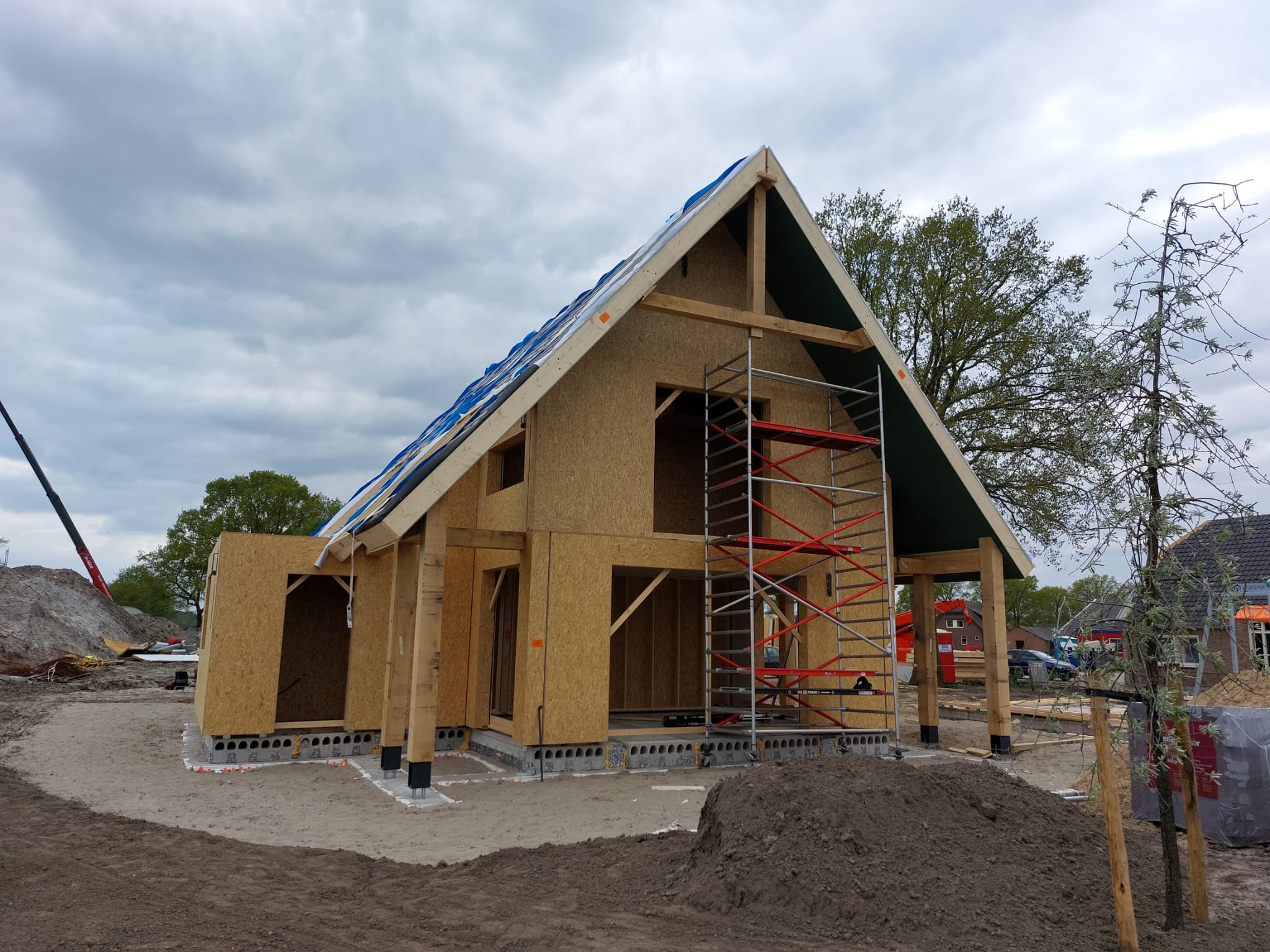
SIPs woning 100% geproduceerd en geleverd in Nederland

## Materialen
SIP's worden meestal gemaakt van OSB-panelen rond een schuimkern gemaakt van hard polyurethaanschuim, geëxpandeerd polystyreen (EPS)of geëxtrudeerd polystyreen (XPS). Andere materialen kunnen worden gebruikt ter vervanging van OSB, zoals multiplex, onder druk behandeld multiplex voor ondergrondse funderingsmuren, staal,  aluminium, cementplaten, roestvrij staal en vezel versterkte plaat. 
De derde component in SIP's is de staander tussen de panelen. Massief hout werd veel gebruikt maar creëert een koudebrug en verlaagt dus de isolatiewaarden. Om hogere isolatiewaarden voor de staander te behouden, gebruiken fabrikanten isolerend hout, composiet staanders, mechanische vergrendelingen, overlappende OSB-panelen of andere methoden. 

## Productiemethoden
SIP's worden meestal in een fabriek vervaardigd. Verwerkingsapparatuur wordt gebruikt om druk en warmte op een uniforme en consistente manier te regelen. Er zijn twee hoofdverwerkingsmethoden die overeenkomen met de materialen die worden gebruikt voor de kern van het SIP-paneel. Bij het vervaardigen van een paneel met een kern van polystyreen zijn zowel druk als warmte nodig om ervoor te zorgen dat de lijm volledig is doorboord en volledig is uitgehard. Hoewel er een aantal variaties bestaat, wordt de schuimkern in het algemeen eerst bedekt met een kleeflaag en wordt de wand op zijn plaats gezet. De drie stukken worden geplaatst in een grote pers en druk en hitte worden toegepast. De drie stukken moeten in de pers blijven tot de lijm is uitgehard.
Bij het vervaardigen van een paneel met een polyurethaan kern worden druk en warmte beide gegenereerd door de uitzetting van het schuim tijdens het schuimproces. De wanden worden geplaatst in een grote pers. De wanden moeten uit elkaar worden gehouden om de vloeibare polyurethaanmaterialen in het apparaat te laten vloeien. Eenmaal in het apparaat begint het schuim te expanderen. De vorm / pers is in het algemeen geconfigureerd om bestand te zijn tegen de hitte en de druk die wordt gegenereerd door het chemisch schuim. Het SIP-paneel wordt in de mal / pers gelaten om enigszins te harden en zal na het verwijderen enkele dagen blijven uitharden. Tot voor kort vereisten beide processen een fabrieksinstelling. Recente ontwikkelingen hebben echter een alternatief geboden met verwerkingsapparatuur waarmee SIP-panelen op de werklocatie kunnen worden vervaardigd. Dit is goed nieuws voor bouwers in ontwikkelingslanden waar de technologie het best geschikt is om de uitstoot van broeikasgassen te verminderen en de duurzaamheid van woningen te verbeteren, maar niet beschikbaar is. 

## Voor- en nadelen
Het gebruik van SIP's biedt veel voordelen en een aantal nadelen in vergelijking met traditionele bouwmethodes. Een goed gebouwd huis met behulp van SIP's heeft een strakke gebouwschil en de wanden zullen hogere isolerende eigenschappen hebben, wat leidt tot minder tocht en een daling van de energiekosten. Door de gestandaardiseerde en alles-in-één aard van SIP's kan de bouwtijd ook korter zijn dan voor een houtskeletbouw of een traditioneel gebouwd huis. De panelen kunnen worden gebruikt als vloer, muur en dak. Als gevolg hiervan zullen de totale levenscycluskosten van een SIP-gebouw in het algemeen lager zijn dan voor een traditionele woning. Of de totale bouwkosten (materialen en arbeid) lager zijn dan bij een ander bouwtype is afhankelijk van meerdere factoren waaronder plaatselijke arbeidsomstandigheden en de mate waarin het ontwerp van het gebouw is geoptimaliseerd voor de ene of de andere bouwmethode. Een OSB wandsysteem overtreft constructief de traditionele constructie indien uitgevoerd in houtskeletbouw. Aangezien de SIP's als casco op maat uit de fabriek komen, zal het casco vrij snel worden opgebouwd. SIP-panelen zijn ook licht en compact. De milieuprestaties van SIP's zijn bovendien zeer goed vanwege hun uitzonderlijke thermische isolatie. Ze bieden ook een weerstand tegen vocht- en koudeproblemen, zoals compressiekrimp en koudebruggen die niet kunnen worden gehaald met identieke wanddikte in houtskeletbouw en traditionele bouwmethoden.